# Alexandra (planetoïde)
(54) Alexandra is een planetoïde in de planetoïdengordel tussen de banen van de planeten Mars en Jupiter. Alexandra heeft een gemiddelde diameter van ongeveer 165,8 km. Ze voltooit in 4,47 jaar een omloop rond de zon, in een ellipsvormige baan. Tijdens een omloop is de minimale afstand tot de zon 2,179 AE, de maximale is 3,245 AE.

## Ontdekking en naam
Alexandra werd op 10 september 1858 ontdekt door de Duitse sterrenkundige Hermann Goldschmidt. Goldschmidt ontdekte in totaal 14 planetoïden.
Alexandra is genoemd naar de Duitse wetenschapper en ontdekkingsreiziger Alexander von Humboldt.

## Eigenschappen
Alexandra is een C-type planetoïde, wat betekent dat ze een relatief donker oppervlak heeft dat veel organische verbindingen bevat. De rotatietijd om haar eigen as is onbekend, maar uit een sterbedekking in 2005 is berekend dat ze een onregelmatige vorm van 160x135 km moet hebben.